# リパブリック・ビスケット・コーポレーション
リパブリック・ビスケット・コーポレーション（英語：Republic Biscuit Corporation）/ レビスコ (英語: Rebisco) は、フィリピンスナック食品会社はパシグに本社を置き、ケソンシティに本社の工場を持っている。 それは1963年にハシント・ナングによって設立された。

## 概要
レビスコは1963年8月15日にイングランドビスケットファクトリーとして設立され、サンファンの小さな中古中古工場からビスケットを製造している。 その会社は結局、そのサンフアンサイトからケソンシティーのノヴァリチェス(Novaliches)にある新しい工場に移った。
1972年、イングランドビスケットファクトリーはリパブリックビスケットコーポレーションに改名され、新しいイメージを採用した。 長年にわたり、レビスコはいくつかの会社を他の市場セグメントを支配するために立ち上げた。1995年のサンクレスト・フーズ。 1999年にマルチリッチ社。 2003年にレビスコはストーク・プロダクツを買収した。以前はアウグスト・ストークからライセンスを受けて菓子製品を製造していたが、後にSPIコーポレーションに社名を変更した。